# سهل غريس
سهل غريس أو حوض غريس هو سهل جزائري يقع في ولاية معسكر في شمال غرب البلاد.

## الموقع
يقع سهل غريس في شمال افريقيا غرب الجزائر، ويفصله عن بحر الأبيض المتوسط جبال بني شقران التابعة لسلسة الاطلس التلي ثم يفصله سهل الهبري الموازي للبحر، ويحتوي سهل غريس على مدن كثيرة ومقومات فلاحية زاخرة من اتربة خصبة ومسطحات مائية، إذ يعتبر سلة غذاء للغرب الجزائري.

## جغرافيا
يتميز سهل غريس بمناخ شبه جاف، وشهد جفافاً شديداً بين عامي 1994 و 2004، ويقع على ارتفاع متوسط 585 م وهو جزء من حوض المقطع الهيدرولوجي. يستقبل متوسط هطول الأمطار السنوي 450 ملم / سنة.
يحده من الشمال جبال بني شقران ومن الجنوب جبال سعيدة [الفرنسية] ومن الغرب جبال بوحنيفية (جبل أوسيل) ومن الشرق هضبة تيغنيف.
يغطي سهل غريس اثنتي عشرة بلدية في ولاية معسكر بمساحة إجمالية تبلغ 1,366 كيلومتر مربع أو 27٪ من مساحة الولاية.

### بلديات السهل

البلديات الواقعة في سهل غريس وتحمل اللون الأخضر

البلديات المعنية هي:
- عين فكان
- قرجوم
- وادي تاغية
- تيزي
- فروحة
- غريس
- مطمور
- سيدي بوسعيد
- ماوسة
- تيغنيف
- الهاشم
- سيدي قادة

## نبذة تاريخية

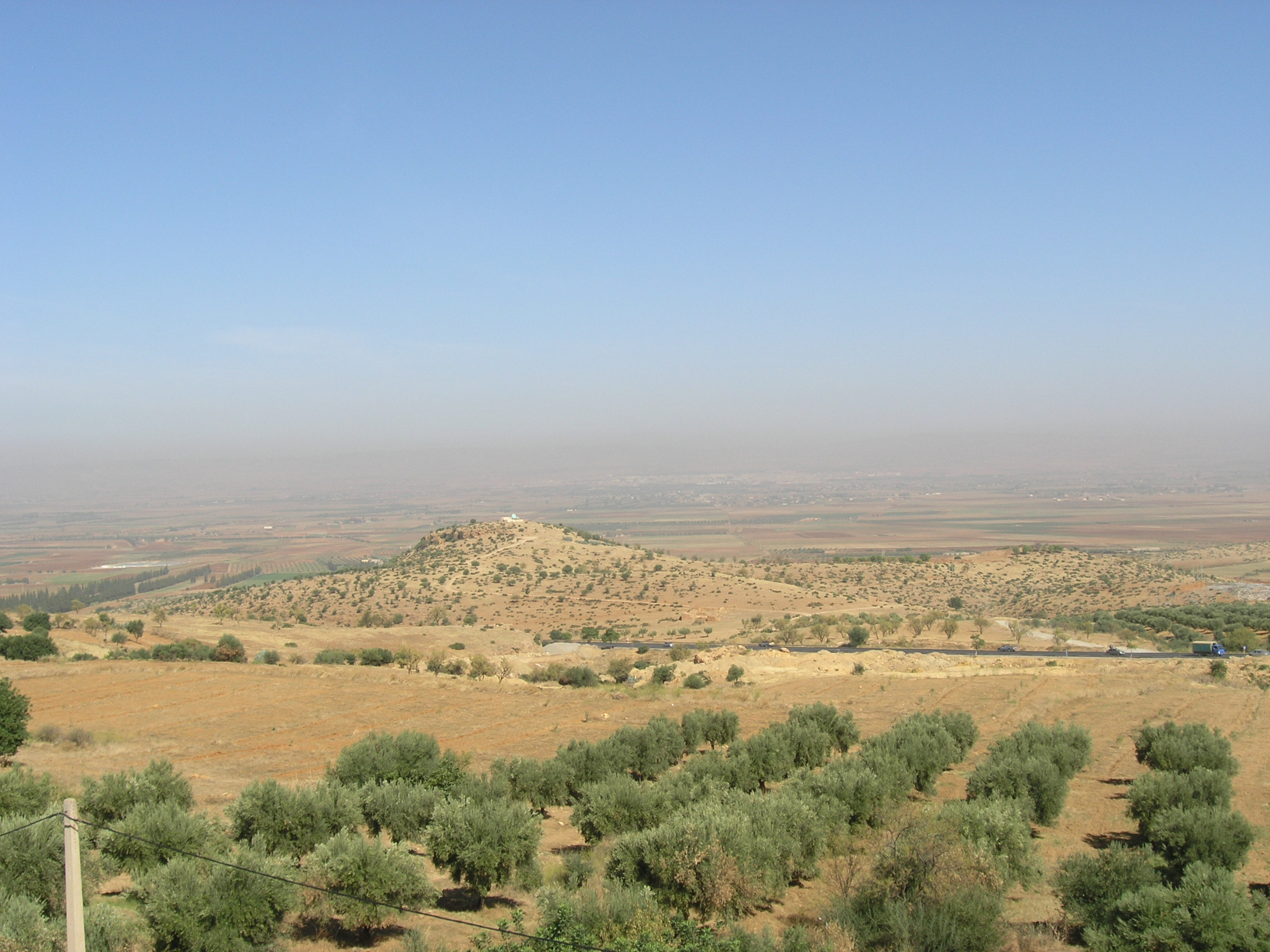
أشجار الزيون بسهل غريس

### التسمية
كلمة غريس من الأمازيغية اغريس ومعناها الجليد الأبيض أو الأرض التي يحل فيها الجليد من شدة البرد.
ويأتي اسم السهل أيضًا من كلمة غريس العربية وتعني «مكان مزروع» أو «مكان غرس».

### البربر
و كان سكانه من بنى زروال ومن سكانهم من بني توجين ومغراوة قاطنين في قرى تزيد على المائة، ولما كان الفتح الإسلامي، إذ دخل المسلمون أفريقية، فعمدت الكاهنة لإحراق الأشجار وهدم الديار ليقف تيار العرب عن التوغل في البلاد لما بها من الخراب والفساد.

#### العرب
ثم وطئ العرب صياصيها وقبضوا علي نواصيها كما هو مبسوط في التاريخ وأصبح سهل غريس وليس به من العمارة اسم ولم يبق بيد أهله إلا الاسم.
ونزل بسهل غريس العديد من الأسر العلوية الشريفة من ذرية الحسن والحسين والتف الناس حولهم لما إذ إشتهروا بنشر العلم وزاولوا مهنة القضاء

### العهد الموحدي
وعلى عهد الموحدين نزل بغريس قبيل الحشم من قبائل سليم وزغبة وبينهم أفراد من قريش لا زال عقبهم يعرفون لهذا العهد بالأجواد.

### العهد الزياني
وعلى عهد بنى زيان أمراء تلمسان اتخذ يغمراسن منهم قبيل الحشم جيشا له وسماهم الحشم وجعلهم حصنا حصينا بينه وبين أعدائه بنى توجين أمراء تيارت، واختار لهم مدينة معسكر حيث اتخذوها قاعدة عسكرية لهم ولذلك سموها بمعسكر، وانزل معهم كثيرا من القبائل بني عبد الواد كبني ورسنو بني غاسول وغيرهم وصارت لهم الرئاسة على زناته أهل الوطن الأصليين

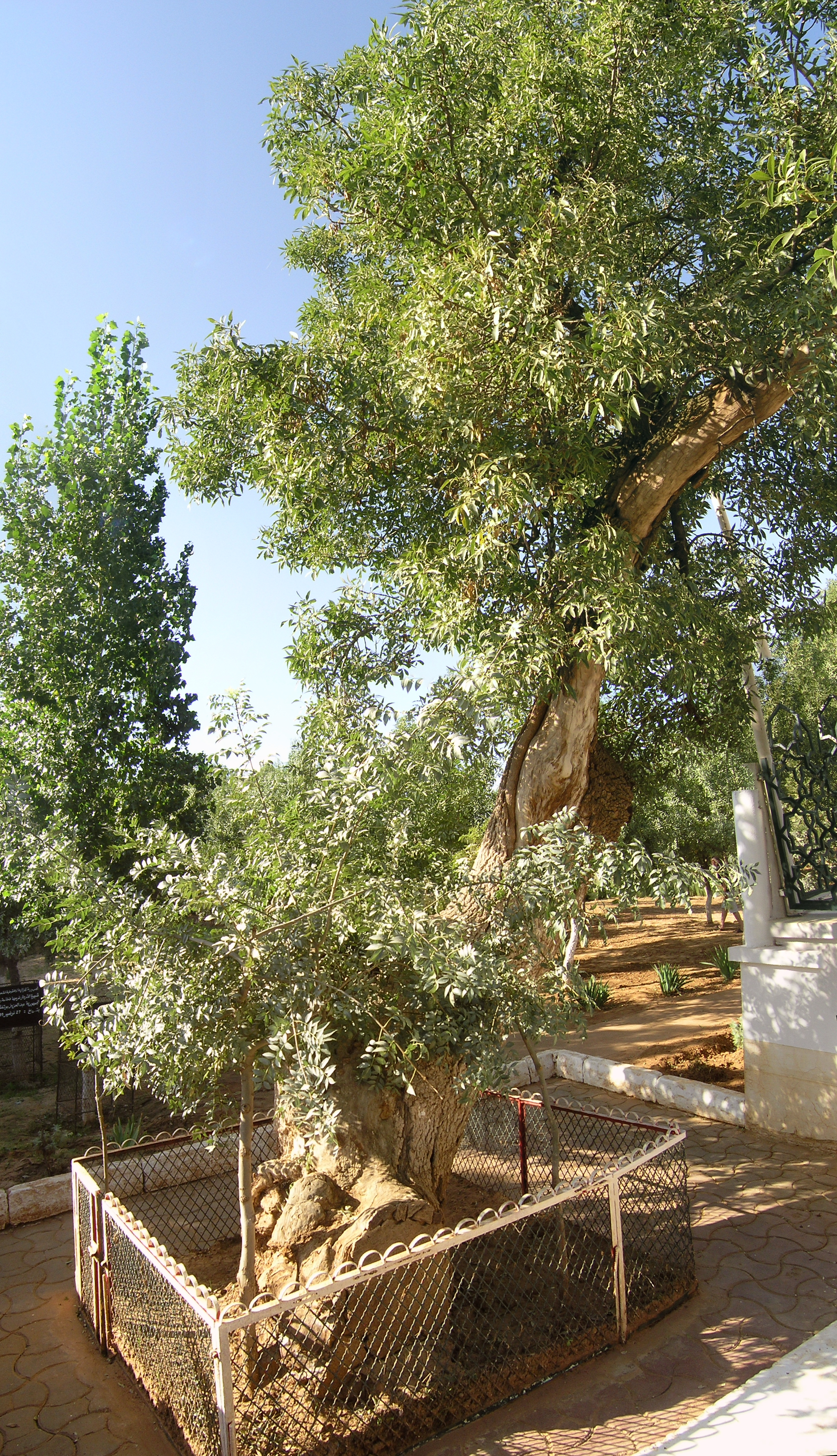
شجرة الدردار

### العهد العثماني
ولما انحل نظام دولة بني زيان في أوائل القرن العاشر اشتد ظلم الحشم على أهل الوطن من زناته وأجلوهم عن غريس فتفرقوا في نواحي الأقطار ومن بقي منهم اندمج تحت الحشم.
وصارت الأرض ملكا للحشم إلى أن صارت لما هي عليه الآن.

## موروث
سهل غريس هو موطن الشجرة الأولى المصنفة تراثًا وطنيًا، «الدردرة» وهي الشجرة التي بايعت القبائل الغربية عند سفحها الأمير عبد القادر في 27 نوفمبر 1832. وتساهم التربة الباردة والخصبة في السهل في وجود الأنواع الدردار.

## الاقتصاد
السهل منطقة زراعية وواحدة من أغنى المناطق في الغرب الجزائري من الناحية الزراعية لكنها تعاني من الاستغلال المفرط بسبب الممارسات الزراعية والنمو السكاني السريع.
شهدت أعمال التطوير الهيدروليكي التي سمحت بتكاثر سوق البستنة وظهور برجوازية زراعية نشطة. ويُعد السهل أول منطقة منتجة للبطاطس في البلاد. تحمل سفوح تلال البرج وعين فارس كروم العنب الشهيرة.